# تپه اطراف شهر سوخته ۲۷۰
تپه اطراف شهر سوخته ۲۷۰ در شهرستان زابل، بخش شیب آب، دهستان لوتک، روستای حومه شهر سوخته، ۱۶ کیلومتری جنوب غربی پایگاه باستان‌شناسی شهر سوخته واقع شده و این اثر در تاریخ ۲۸ اسفند ۱۳۸۵ با شمارهٔ ثبت ۱۸۹۹۴ به‌عنوان یکی از آثار ملی ایران به ثبت رسیده است.